# Telegraafvergelijkingen
De telegraafvergelijkingen zijn twee gekoppelde differentiaalvergelijkingen voor de elektrische spanning en de elektrische stroom als functie van tijd en plaats langs een transmissielijn. De twee telegraafvergelijkingen samen beschrijven hoe elektrische signalen zich in transmissielijnen voortplanten. De  theorie is uitwerkt door Oliver Heaviside op basis van de Wetten van Maxwell. 

## De vergelijkingen
De telegraafvergelijkingen ontstaan door toepassing van de vergelijkingen van Maxwell op transmissielijnen met twee geleiders. De lijn wordt opgedeeld gedacht in stukjes ter lengte {\displaystyle \mathrm {d} x}, bestaande uit een in serie geschakelde weerstand {\displaystyle r\mathrm {d} x} en een zelfinductie {\displaystyle l\mathrm {d} x}, en een parallel geschakelde geleiding {\displaystyle g\mathrm {d} x} en een capaciteit {\displaystyle c\mathrm {d} x}, volgens onderstaan schema:
Voor de spanning {\displaystyle U} en de stroomsterkte {\displaystyle I} als functie van de plaats {\displaystyle x} en de tijd {\displaystyle t}, gelden de volgende gekoppelde partiële differentiaalvergelijingen.
{\displaystyle {\partial  \over {\partial x}}U(x,t)=-{l{\partial  \over {\partial t}}I(x,t)}-rI(x,t)}
{\displaystyle {\partial  \over {\partial x}}I(x,t)=-{c{\partial  \over {\partial t}}U(x,t)}-gU(x,t)}
Daarin zijn {\displaystyle c,\ l,\ r} en {\displaystyle g} de gedistribueerde lijnparameters. Deze stellen respectievelijk per lengte-eenheid de capaciteit, de inductie, de weerstand en de geleiding tussen de beide geleiders voor.
Vanwege de lineariteit van de vergelijkingen kunnen we gebruikmaken van het superpositiebeginsel, waardoor voor een bepaalde cirkelfrequentie {\displaystyle \omega } de vergelijkingen reduceren tot het tweetal gekoppelde differentiaalvergelijkingen voor de amplituden {\displaystyle u} en {\displaystyle i} van spanning en stroom als functie van de plaats {\displaystyle x}:
{\displaystyle {\frac {\mathrm {d} }{\mathrm {d} x}}u(x)=-(r+j\omega l)i(x)}
{\displaystyle {\frac {\mathrm {d} }{\mathrm {d} x}}i(x)=-(g+j\omega c)u(x)}
Het is gebruikelijk de 4 lijnparameters weer te geven in de twee complexe parameters
{\displaystyle Z_{0}={\sqrt {\frac {r+j\omega l}{g+j\omega c}}}}, de karakteristieke impedantie
en
{\displaystyle \gamma ={\sqrt {(r+j\omega l)(g+j\omega c)}}}, de voortplantingscoëfficiënt.
Men schrijft nog: 
{\displaystyle v(x)=i(x)Z_{0}},
zodat {\displaystyle v} de spanning voorstelt die de stroom {\displaystyle i} over de karakteristieke impedantie opwekt. De vergelijkingen reduceren dan verder tot:
{\displaystyle {\frac {\mathrm {d} }{\mathrm {d} x}}u(x)=-\gamma \cdot v(x)}
{\displaystyle {\frac {\mathrm {d} }{\mathrm {d} x}}v(x)=-\gamma \cdot u(x)}
Met als oplossing:
{\displaystyle u(x)=u_{0}^{+}e^{-\gamma x}+u_{0}^{-}e^{+\gamma x}}
{\displaystyle v(x)=u_{0}^{+}e^{-\gamma x}-u_{0}^{-}e^{+\gamma x}},
waarin de constanten bepaald worden door de amplitude {\displaystyle u_{0}} van de bronspanning en de belastingsimpedantie {\displaystyle Z_{L}} aan het uiteinde  van de lijn ({\displaystyle x=L}):
{\displaystyle u_{0}=u(0)=u_{0}^{+}+u_{0}^{-}}
{\displaystyle {\frac {Z_{L}}{Z_{0}}}=z_{L}=u(L)/v(L)={\frac {u_{0}^{+}e^{-\gamma L}+u_{0}^{-}e^{+\gamma L}}{u_{0}^{+}e^{-\gamma L}-u_{0}^{-}e^{+\gamma L}}}}
Uit deze randvoorwaarden volgt:
{\displaystyle u_{0}^{+}=u_{0}{\frac {(z_{L}+1)e^{\gamma L}}{(z_{L}+1)e^{\gamma L}+(z_{L}-1)e^{-\gamma L}}}}
{\displaystyle u_{0}^{-}=u_{0}{\frac {(z_{L}-1)e^{-\gamma L}}{(z_{L}+1)e^{\gamma L}+(z_{L}-1)e^{-\gamma L}}}}
Met behulp van de reflectiecoëfficiënt {\displaystyle \Gamma _{0}} aan het begin van de lijn, gegeven door:
{\displaystyle \Gamma _{0}={\frac {z_{L}-1}{z_{L}+1}}e^{-2\gamma L}},
kan eenvoudiger geschreven worden:
{\displaystyle u_{0}^{+}={\frac {1}{1+\Gamma _{0}}}u_{0}},
{\displaystyle u_{0}^{-}={\frac {\Gamma _{0}}{1+\Gamma _{0}}}u_{0}}.
Dit is ook direct in te zien, daar de amplitudes van heen- en teruggaande golf zich aan het begin van de lijn verhouden als {\displaystyle 1:\Gamma _{0}}.